# Pavlo Teteria
Pavlo Teteria (ukrainska: Павло́ Тете́ря; ryska: Па́вел Ива́нович Тете́ря, polska: Paweł Morzkowski herbu Ślepowron), född Pavlo Morzhkovsky på 1620-talet i Perejaslav, Polsk-litauiska samväldet, död 1670 i Adrianopolis, Osmanska riket, var zaporozjjekosackisk hetman på Dneprs västbank mellan 1663 och 1665.